# Stelis rhodochila
Stelis rhodochila är en orkidéart som beskrevs av Rudolf Schlechter. Stelis rhodochila ingår i släktet Stelis och familjen orkidéer. Inga underarter finns listade i Catalogue of Life.